# Jezioro Jaktorowskie
Jezioro Jaktorowskie – jezioro w woj. wielkopolskim, w powiecie chodzieskim, w gminie Szamocin, leżące na terenie Pojezierza Chodzieskiego.

## Dane morfometryczne
Powierzchnia zwierciadła wody według różnych źródeł wynosi od 4,47 ha (lustra wody i ogólna) do 4,5 ha.
Zwierciadło wody położone jest na wysokości 73,8 m n.p.m.

## Hydronimia
Według spisu opracowanego przez Komisję Nazw Miejscowości i Obiektów Fizjograficznych (KNMiOF) nazwa tego jeziora to Jezioro Jaktorowskie. Dane z państwowego rejestru nazw geograficznych podają tę samą nazwę i nie podają nazw obocznych nazwy tego jeziora.